# Мурзаєв Мелкон Калустович
Мелкон Калустович Мурзаєв (варіант імені та по-батькові - Мелкоп Калутсович; 11 лютого 1858 — не раніше 1913) — присяжний повірений, депутат Державної думи III скликання від Таврійської губернії.

## Життєпис
За національністю вірменин. У 1877 році закінчив Сімферопольську гімназію. У 1884 році склав екстерном іспит при юридичному факультеті Новоросійського університету в Одесі, випускник цього факультету. Під час студентства відбував політичне заслання у В'ятській губернії. Після закінчення університету був статистиком Таврійського губернського земства. У 1888 був обраний мировим суддею в Мелітопольському повіті Таврійської губернії, перебував на цій посаді до 1892 року - моменту скасування інституту мирових суддів у Таврійській губернії. У 1892 році розпочав роботу присяжним повіреним при Одеській судовій палаті. З 1903 року одночасно з Володимиром Оболенським зарахований членом Таврійської губернської земської управи з річною платнею в 3000 рублів. Землевласник, мав фруктовий сад вартістю 17 тисяч рублів. Отримав особисте дворянство. Член партії кадетів. Брав участь разом з В. Оболенським у надсиланні вітальної телеграми чернігівському предводителю дворянства і голові губернських земських зборів Олексію Муханову, який зазнав переслідувань за те, що чернігівське земство першим надіслало цареві адресу з побажаннями скликання народного представництва. За розпорядженням міністра внутрішніх справ М. Мурзаєв і В. Оболенський були за це звільнені із займаних посад членів губернської земської управи. На думку В. Оболенського, це був єдиний репресивний захід, застосований до земських діячів Петром Святополк-Мирським. Пізніше в міру розвитку революції, коли настав момент виборів нових членів управи, М. Мурзаєв був обраний знову і затверджений Дмитром Треповим.

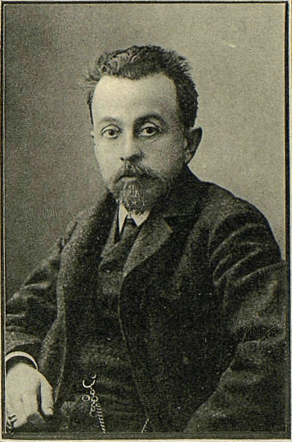
Мелкон Мурзаєв, 1900-ті рр.

Брав участь у загальноземських з'їздах, зокрема, у квітневому 1905 року в Москві. Як згадує Оболенський, після знаменитої промови адвоката Врублевського: «Якби всю кров, пролиту польським народом за своє визволення, вилити на головну площу Вільни, де стоїть пам'ятник Муравйову, то бронзовому тирану не довелося б нахилитися, щоб випити цієї крові», — Мурзаєв витирав сльози, які котилися з очей.
14 жовтня 1907 року обраний до Державної думи III скликання від другого з'їзду міських виборців Таврійської губернії. Увійшов до складу фракції кадетів. Перебував у кількох думських комісіях, таких як фінансова та погоджувальна. Поставив свій підпис під законопроектами: «Про зміну правил і порядку розгляду державного розпису»; «Про запровадження земства в Сибіру»; «Про заснування землевпорядних комісій у степових областях»; «Правила для прийому до вищих навчальних закладів»; «Про найм торговельних службовців»; «Про запровадження в Архангельській області губернського земського самоврядування»; «Про зміну міського виборчого закону»; «Про скасування смертної кари».
Подальша доля невідома.
За відомостями, що вимагали перевірки, помер у 1913 році.

## Сім'я
- Дружина ? (? — до жовтня 1907), відомо, що вже на час виборів у Думу Мурзаєв був вдівцем[2].

## Відгуки сучасників
Зі спогадів Ст. А. Оболенського:
|  | В управській колегії я особливо близько зійшовся з М. К. Мурзаєвим. Він так само, як і я, почав свою службу земським статистиком, але потім перейшов в адвокатуру і багато років був присяжним повіреним у Мелітополі. Був він ще молодою людиною, але важка хвороба (виразка шлунка) його передчасно зістарила фізично і духовно. Колись він захоплювався соціалізмом, але практичне життя відвело його від ідеалів молодості, і, коли я познайомився з ним, він вважав себе поміркованим лібералом. До мого ще молодого радикалізму Мурзаєв ставився з душевною симпатією і старечою заступницькою іронією, але іноді його південна вірменська кров брала гору над хворобою. Тоді його красиві, сумні очі запалювалися вогнем боротьби і обурення, і в такі хвилини він здатний був на велику політичну активність і навіть на самопожертву. Ми з Мурзаєвим були в затхлій атмосфері губернської управи, керованої Я. Т. Харченком, ніби двома бродильними грибками. |

|  | М. К. Мурзаєв був найправішим у нашій компанії [Оболенський, Л. С. Зак і В. А. Могилевський]. Він був переконаним лібералом, прихильником буржуазного ладу і ворогом соціалістичних утопій. |

### Архіви
- Російський державний історичний архів. Фонд 1278. Опис 9. Справа 533.